# Merrimac (Wisconsin)
Pour les articles homonymes, voir Merrimac.
Merrimac est un village du comté de Sauk, dans l'État du Wisconsin, aux États-Unis. En 2020, il comptait une population de 1 247 habitants.